# Huantsan
Le Nevado Huantsan (Huantsan, Huantsán, Huantzan, Huantzán, graphies hispanisées du quechua Wantsan), ou Tunshu, est une montagne située dans la cordillère Blanche, un massif de la cordillère des Andes.

## Géographie
La montagne est située à 24 km à l'est de la ville de Huaraz, dans la région d'Ancash, au Pérou. Son sommet principal culmine à 6 369 m, ce qui en fait la troisième montagne la plus élevée de la cordillère Blanche.
Le Huantsan compte quatre pics : le Huantsan à proprement parler (6 369 m), le Huantsan Ouest (6 270 m), le Huantsan Nord (6 113 m) et le Huantsan Sud (5 913 m).
Comme la majorité des montagnes de la cordillère Blanche, le Huantsan est situé à l'intérieur du parc national de Huascarán.

## Histoire

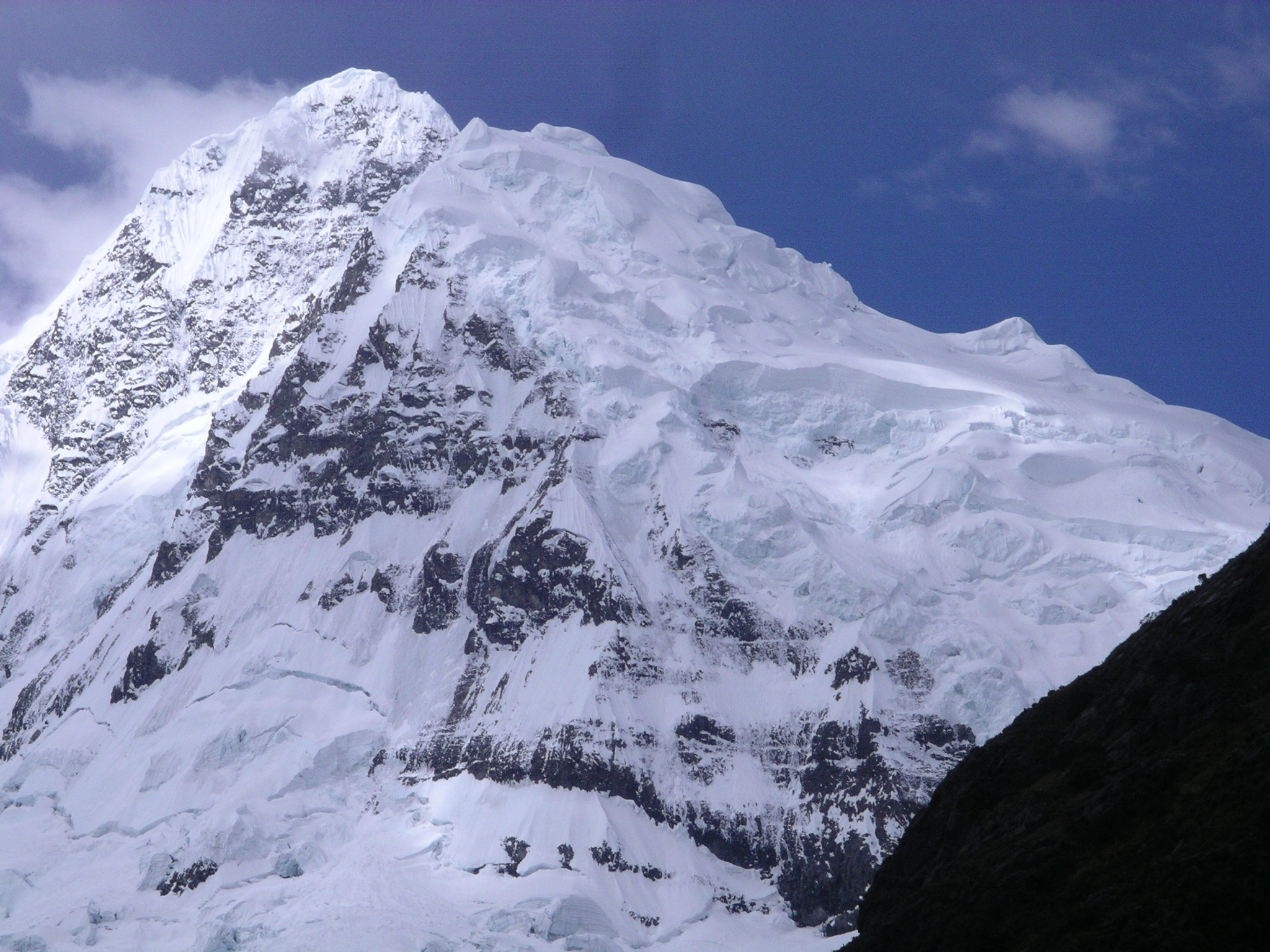
Vue de la face Sud-Ouest.

La première ascension du Huantsan, par sa face Nord, est réalisée le 7 juillet 1952 par le Français Lionel Terray et les alpinistes néerlandais Cees Egeler et Tom De Booy.
Sa face Sud est gravie pour la première fois en 1977 par les alpinistes catalans Miquel Garrell et Santi Ferrer, qui faisaient partie de l’expédition Rajucolta 77 du Club Muntanyenc de Sant Cugat del Vallès.
Le Huantsan est considéré comme le « K2 des Andes », l'ascension par sa face Est n'ayant toujours pas été réussie.